# Сабалан (фрегат)
«Сабалан» (дарі سبلان) — військовий корабель, фрегат типу «Алванд» військово-морського флоту Ірану.
Фрегат «Сабалан» був закладений 10 грудня 1967 року на верфі британської компанії Vickers у Барроу-ін-Фернес на замовлення командування іранським флотом. 4 березня 1969 року він був спущений на воду, а 26 травня 1972 року увійшов до складу Королівських ВМС Ірану.

## Історія служби
Під час Ірано-іракської війни військовий корабель здобув негативну славу через нахабні та жорстокі напади на екіпажі беззбройних і часто нейтральних танкерів та інших торгових суден у Перській затоці. Перед цими нападами капітан «Сабалана» часто бував на кораблях і робив вигляд, що проводить доброзичливий огляд, іноді навіть обідаючи з капітаном судна. Після цього він віддавав наказ відкрити вогонь по судну, іноді цілячись у капітанський місток та житлові приміщення. Часто капітан передавав жертвам по радіо «Приємного дня», коли «Сабалан» відходив. Ці дії принесли капітану прізвисько «Капітан Насті».
14 квітня 1988 року американський фрегат «Семуель Робертс» підірвався на іранській морській міні в 65 милях на схід від Бахрейну. Внаслідок вибуху корабель отримав значні пошкодження, й екіпажу протягом 5-ти годин довелося битися за живучість фрегату, який ледве врятували. 10 матросів дістали поранень. Американські водолази порівняли серійні номери на рештках міни, на якій підірвався фрегат з тими, що були захоплені у вересні 1987 року на іранському спеціалізованому десантному судні «Іран Аджір», повну ідентичність, котра відповідно свідчила про безпосередню причетність іранських військових до веденні протиправних дій у міжнародних водах. У відповідь, американці провели операцію відплати й атакували два іранські фрегати «Сабалан» та «Саханд», а також нафтові платформи на нафтових полях «Сіррі» й «Сассан».
Іранський фрегат «Саханд» був виявлений штурмовиками A-6 «Інтрудер», що баражували над полем бою. Навперейми іранському фрегату вирушив ескадрений міноносець «Джозеф Штраусс». Командир «Саханда» віддав наказ відкрити вогонь по американських літаках A-6 «Інтрудер», на що ті відповіли залпом двох протикорабельних ракет «Гарпун» та чотирьох ракет AGM-123 «Шкіпер» II з лазерним наведенням. Есмінець «Штраусс» випустив по іранському кораблю ракету «Гарпун». Більшість, а можливо усі боєприпаси, влучили в ціль, спричинивши великі пошкодження та пожежу. Внаслідок пожежі зайнялися льохи з бойовим запасами корабля й незабаром фрегат вибухнув та потонув.
Пізніше фрегат «Сабалан» підійшов до місця сутички і здійснив запуск ракети «поверхня-повітря» по літаках А-6E. Тоді A-6E скинули бомбу з лазерним наведенням Mk. 82 на корабель, які влучили у «Сабалан», залишивши його палаючим. Іранський фрегат, частково занурений кормовою частиною, був відбуксований іранським буксиром до порту; де його відремонтували та врешті повернули до строю.